# 西部軍管区 (ロシア)
西部軍管区（せいぶぐんかんく、ロシア語: Западный военный округ、英語: Western Military District）は、かつて存在したロシア連邦軍の西部における軍管区。大統領令No.1144に基づき、従来のモスクワ軍管区、レニングラード軍管区、北方艦隊、バルト艦隊（カリーニングラード特別区を含む）を統合して2010年9月20日に発足した。司令部はサンクトペテルブルクに所在する。
西部軍管区には、統合運用化の一環として作戦・戦略司令部（OSK）としての資格が与えられており、司令官は域内の陸軍、海軍、空軍および準軍事組織（内務省の国内軍、連邦保安庁の国境警備隊など）を指揮する権限を有する。
2014年12月1日には北極方面の防衛強化のため北方艦隊が新たにOSKとされ、それまで西部軍管区に所属していた戦力の一部を統一指揮することとなった。
2024年2月26日、プーチン大統領が発足当時の西部軍管区の領域をモスクワ軍管区とレニングラード軍管区に分割する大統領令に署名した。

## 編成

西部軍管区の領域

### 地上兵力

#### 陸軍
- 第1親衛戦車軍（司令部：モスクワ州オジンツォボ） 
  - 第4親衛戦車師団（モスクワ州ナロフォミンスク）
  - 第2親衛自動車化狙撃師団（モスクワ州カリーニニェッツ）
  - 第6独立戦車旅団（ニジェゴロド州ジェルジンスク）
  - 第27独立親衛自動車化狙撃旅団（モスクワ）
- 第6諸兵科連合軍（司令部：レニングラード州アガラトヴォ） 
  - 第25独立親衛自動車化狙撃旅団（プスコフ州ストゥルーギ・クラスヌイェ）
  - 第138独立親衛自動車化狙撃旅団（レニングラード州カメンカ）
  - 第216武器装備修理保管基地（カレリア共和国ペトロザヴォーツク。旧第4独立自動車化狙撃旅団）
- 第20親衛諸兵科連合軍（司令部：ニジェゴロド州ムリノ） 
  - 第1親衛戦車旅団（ヴォロネジ州ボグチャル。旧第262武器装備修理保管基地）
  - 第9独立自動車化狙撃旅団（ニジニノヴゴロド）
  - 第99武器装備修理保管基地（トヴェリ。旧第13独立自動車化狙撃旅団）
  - 第49防空ロケット旅団（スモレンスク）
  - 第53防空ロケット旅団（クルスク州マルシャル・ジューコフ）
  - 第448ロケット旅団（モスクワ州ドゥルネヴォ）
  - 第7015武器装備修理保管基地（ニジェゴロド州ムリノ）
  - 第112親衛ロケット旅団（イヴァノヴォ州シュヤ）
- 軍管区直轄部隊
  - 第2独立特殊任務旅団（プスコフ州チェレーハ）
  - 第16独立特殊任務旅団（タンボフ）
  - 第26ロケット旅団（レニングラード州ルガ）
  - 第79ロケット砲旅団（トヴェリ）
  - 第9親衛砲兵旅団（レニングラード州ルガ）
  - 第288砲兵旅団（ニジェゴロド州ムリノ）
  - 第45砲兵旅団（タンボフ）
  - 第7014武器装備修理保管基地（レニングラード州ルガ）
  - 第5防空ロケット旅団（レニングラード州ネニミャーキ）
  - 第1統制旅団

#### 海軍

##### バルト艦隊海軍歩兵・沿岸防衛部隊
- 第336独立親衛海軍歩兵旅団（カリーニングラード特別区バルチースク）
- 第11軍団（カリーニングラード）
  - 第79独立親衛自動車化狙撃旅団（カリーニングラード特別区グーセフ）
  - 第7独立親衛自動車化狙撃連隊
  - 第244砲兵旅団（カリーニングラード特別区グーセフ）

#### 空挺軍（指揮権は最高司令部に帰属）
- 第98親衛空挺師団（イワノヴォ）
- 第106親衛空挺師団（トゥーラ）
- 第76親衛空挺師団（プスコフ）
- 第45独立親衛特殊任務連隊（モスクワ州クビンカ）

### 海上兵力
- バルト艦隊

### 航空兵力
- 第6航空・防空軍
- バルト艦隊航空部隊

## 司令官

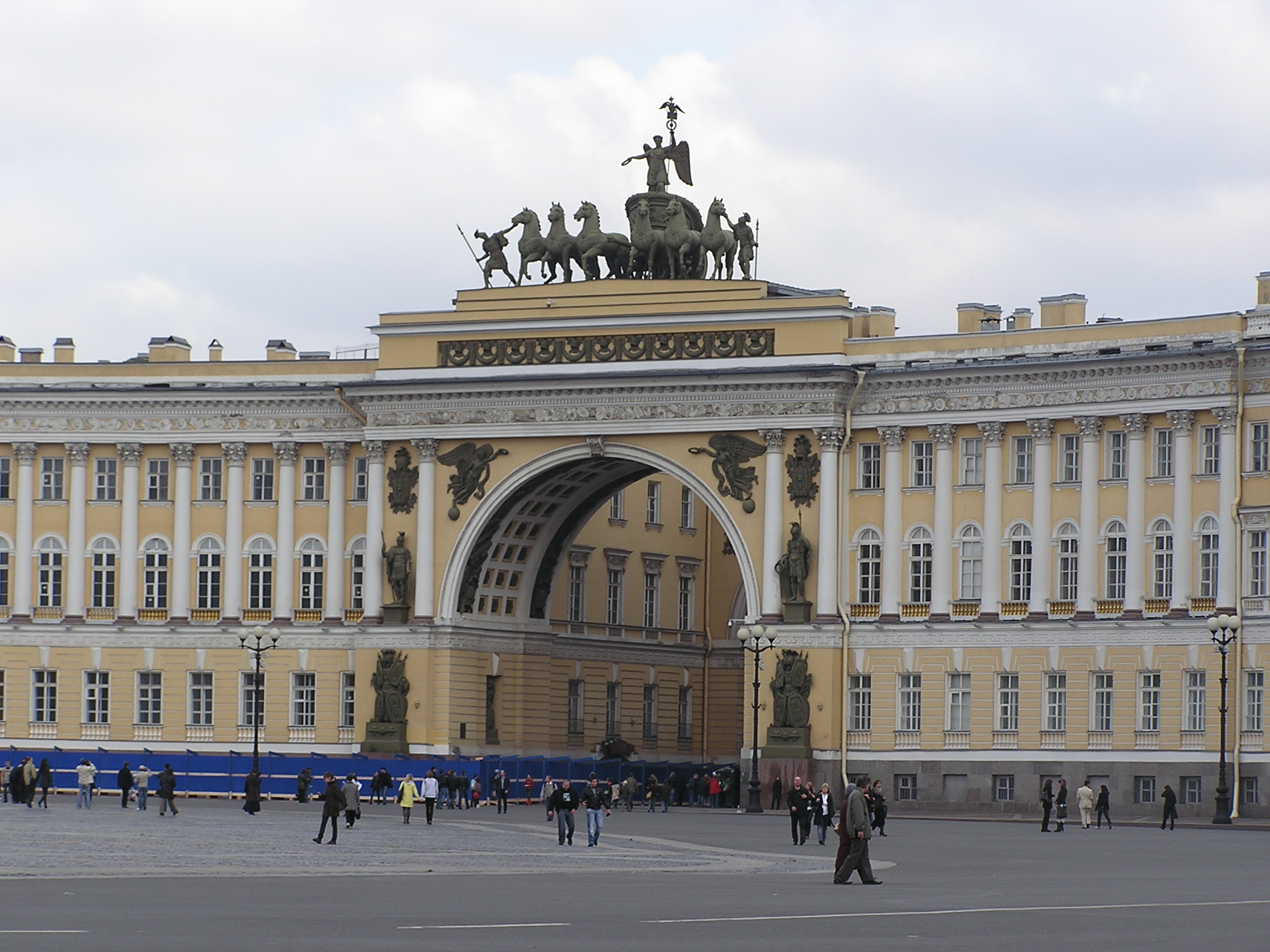
西部軍管区司令部（サンクトペテルブルク旧参謀本部ビル）

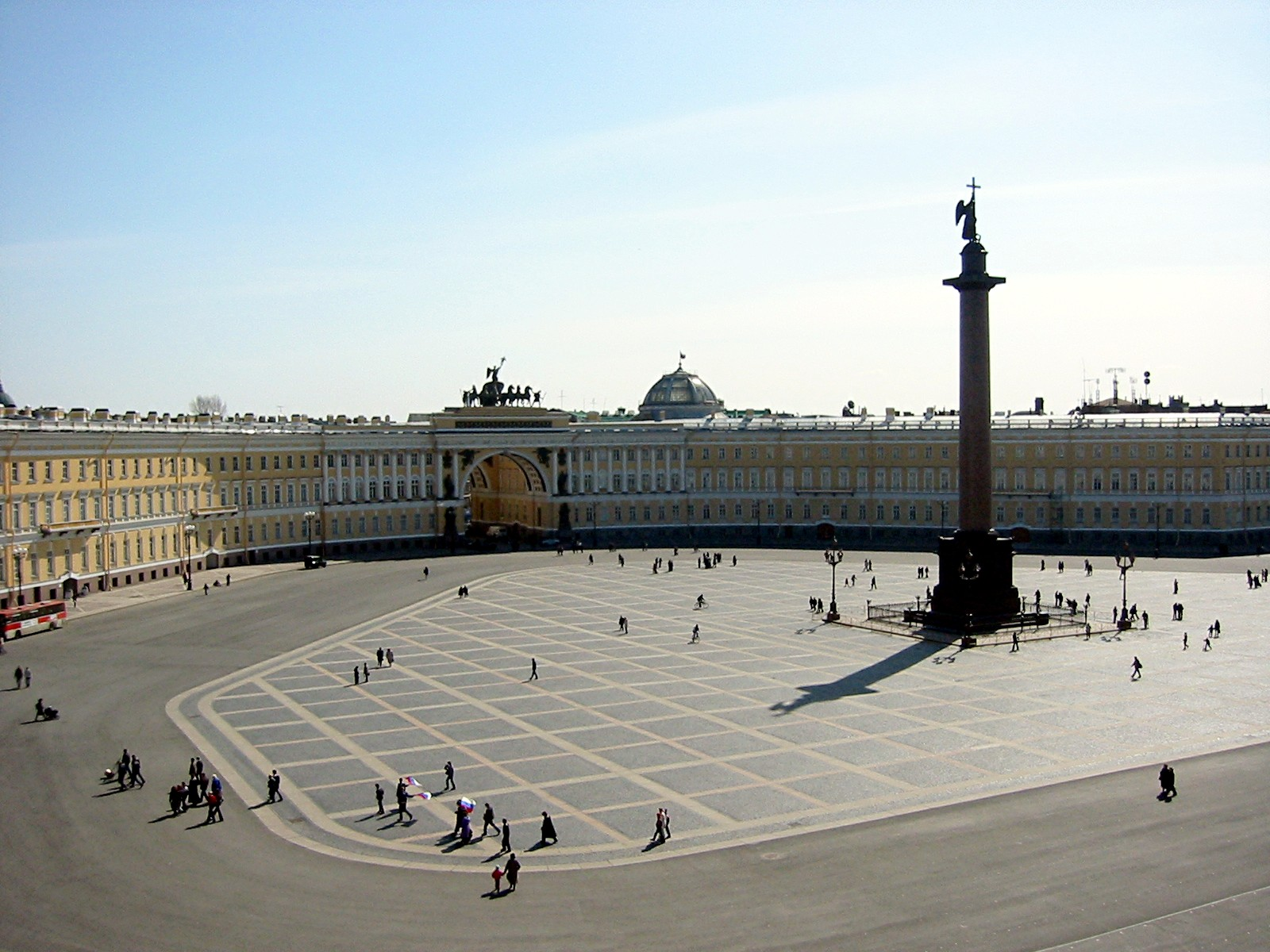
西部軍管区司令部と宮殿広場

- アルカディー・バーヒン（ロシア語版）大将（創設 - 2010年10月28日(代行)、2010年10月28日 - 2012年11月9日）
- アナトリー・シドロフ（ロシア語版）大将（2012年 - 2015年11月10日）
- アンドレイ・カルタポロフ（ロシア語版）大将（2015年11月10日 - 2016年12月19日）
- ヴィクトル・アスタポフ（ロシア語版）中将（2016年12月19日 - 2017年4月（代行））
- アンドレイ・カルタポロフ大将（2017年4月 - 2018年7月30日）
- ヴィクトル・アスタポフ中将（2018年7月30日 - 2018年11月（代行））
- アレクサンダー・ズラブリョフ大将（2018年11月 - 2022年6月）
- アンドレイ・シチェヴォイ中将（2022年6月 - 2022年9月?[3]）
- ロマン・ベルドニコフ中将（2022年9月? [3]- 2022年12月）
- セルゲイ・クゾブレフ大将（2022年12月13日-2022年12月26日）
- エフゲニー・ニキフォロフ大将（2022年12月26日-）

## 参謀長
- ニコライ・マクシモフ（ロシア語版）海軍大将（2010年10月28日 - 2012年10月）
- アンドレイ・カルタポロフ中将（2012年12月 - 2014年6月21日）
- ヴィクトル・アスタポフ中将（2014年6月21日 - 2019年2月）
- アレクセイ・ザヴィジオン（ロシア語版）中将（2019年2月 - 現在）